# Reza Ahadi
Reza Ahadi (en persa: رضا احدی‎; Teherán, 30 de noviembre de 1962-ibídem, 18 de enero de 2016) fue un entrenador y jugador de fútbol iraní que jugaba en la demarcación de centrocampista.

## Selección nacional
Jugó un total de 13 partidos con la selección de fútbol de Irán. Debutó el 23 de noviembre de 1982 contra Corea del Sur. Además llegó a disputar los Juegos Asiáticos de 1982 y la Copa Asiática de 1984, en la que consiguió el cuarto lugar tras quedar Irán eliminada por Kuwait en el partido del tercer y cuarto puesto en los penaltis, siendo el segundo lanzamiento de penalti lanzado por Ahadi, en vano. Su último partido lo jugó el 12 de septiembre de 1993 en calidad de amistoso contra Bosnia-Herzegovina que finalizó por 1-3.

### Goles internacionales
| # | Fecha                | Estadio                              | Oponente  | Gol | Resultado | Competición                              |
| - | -------------------- | ------------------------------------ | --------- | --- | --------- | ---------------------------------------- |
| 1 | 15 de agosto de 1984 | Siniayan Stadium, Yakarta, Indonesia | Filipinas | 4–0 | 7–1       | Clasificación para la Copa Asiática 1984 |
| 2 | 15 de agosto de 1984 | Siniayan Stadium, Yakarta, Indonesia | Filipinas | 7–1 | 7–1       | Clasificación para la Copa Asiática 1984 |

## Clubes

### Como futbolista
| Club            | País     | Año       | Partidos | Goles |
| --------------- | -------- | --------- | -------- | ----- |
| Esteghlal FC    | Irán     | 1980-1986 | 51       | 7     |
| Rot-Weiss Essen | Alemania | 1986-1989 | 8        | 1     |
| Esteghlal FC    | Irán     | 1989-1992 | 40       | 4     |
| Bank Tejarat FC | Irán     | 1992-1994 | 22       | 2     |
| Zob Ahan FC     | Irán     | 1994-1995 | 17       | 1     |
| Persépolis FC   | Irán     | 1995      | 1        | 0     |

### Como entrenador
| Club               | País | Año       |
| ------------------ | ---- | --------- |
| Esteghlal Ahvaz FC | Irán | 2008      |
| FC Aboomoslem      | Irán | 2008-2009 |
| Shahdari Zanjan FC | Irán | 2009      |
| Kowsar FC          | Irán | 2009      |
| Payam Mashhad FC   | Irán | 2011      |

## Palmarés

### Campeonatos nacionales
| Título          | Club         | País | Año  |
| --------------- | ------------ | ---- | ---- |
| Iran Pro League | Esteghlal FC | Irán | 1990 |